# Ексерг

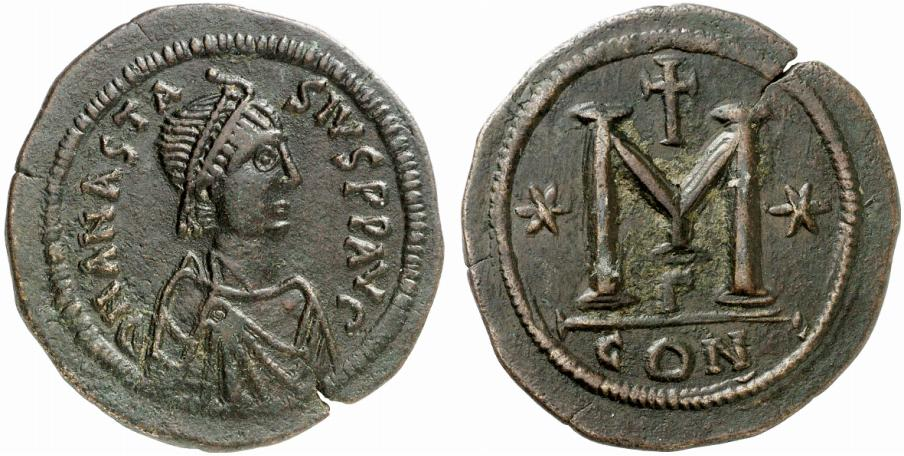
На аверсі — погруддя Анастасія I; на реверсі під лінією в ексерзі позначене місце карбування — CON (Константинополь)

Ексерг, ексерґ (лат. exergum) — 1) нижній берег реверсу монети або медалі, який часто відокремлюється від зображення горизонтальною лінією; 2) частина легенди; знак монетного двору; напис із зазначенням дати, місця карбування, імені правителя; підпис гравера тощо в полі, обмеженому лінією і краєм монети під центральною фігурою.

## Нумізматичний термін

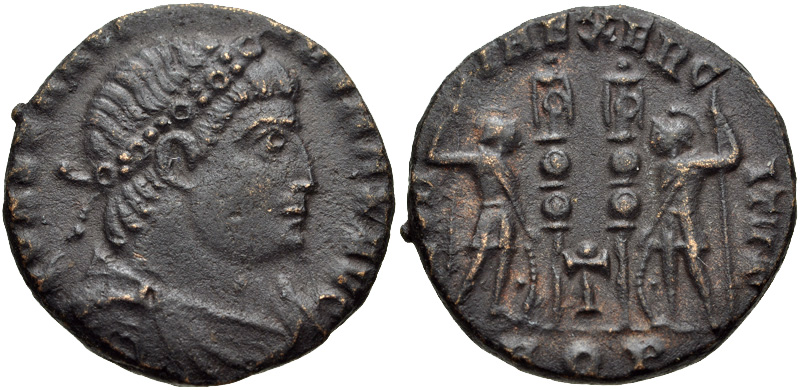
Фоліс (монета) Костянтина І (334—335). Ексерг: «AQP» — AQ означає Аквілейський монетний двір, P(rima) — перший цех монетного двору

Слово ексерг походить від лат. exergum, яке, своєю чергою, від грец. ἐξ ἔργον (за межами роботи).
Зазвичай ексерг розміщений на реверсі внизу, зрідка збоку від голови правителя. Слова чи літери розташовані на прямій лінії, тоді як решта легенди викарбована по колу.
На монетах Римської республіки та Ранньої імперії ексергуальні написи позначають або дати консульства, або правління сенату Риму (SC), або подають опис зображення на реверсі. У карбуваннях пізнього римського та візантійського періодів літери в ексерзі зазвичай служать для позначення міст і монетних дворів, у яких вони були викарбувані.
Написи на монетах до VII століття винятково латинські. Із часів Іраклія I на монетах зустрічаються вже грецькі. З VIII століття грецькі літери перемішуються з латинськими. З IX століття грецькі написи переважають, а з доби Олексія I Комнена (1081—1118) латинська мова зовсім зникає. З X століття на монеті зазвичай дві легенди: одна стосується зображеного святого, а інша складається з імені й титулу імператора, в якому в VII і IX століттях часто зустрічається епітет «благочестивий» (πίστος). З доби Олексія I другого напису часто немає. Місце карбування завжди позначено початковими літерами: CON, CONS, KONSTAN — Константинополь; CAR, КАР, КАРТ — Карфаген тощо. Рік на монеті не карбували до Юстиніана I. З 538 року літочислення йде за роками правління: ANNO I, II, III тощо — 1, 2, 3 роки правління. Іноді зі знаком монетного двора вибивали SM (лат. Sacra Moneta) — священні (імперські) гроші.
Монетні двори мали окремі цехи (лат. officina), які на римських монетах після 274 року позначали латинськими літерами P (для prima — перший), S (secunda — другий), T (tertia — третій), Q (quarta — четвертий), а на візантійських — грецькими Α (1), Β (2), Γ (3), Δ (4), Ε (5), ς (на той час 6), Ζ (7), Η (8) тощо аж до EI (15). Наприклад, «SMKΔ» вказує на четвертий (Δ) цех Кізицького монетного двору, який проіснував від часів Галлієна (253–268) й упродовж візантійської доби.

## Абревіатура в ексерзі на римських і візантійських монетах
| Позначення                 | Місце карбування |
| -------------------------- | ---------------- |
| RB, RFE, RBQ, RFQ, R Q     | Рим              |
| CONSIA, CONSΓ, CONSZ       | Константинополь  |
| AQP, AQS                   | Аквілея          |
| ASIS, BSIS, ΓSIS           | Сисак            |
| PLG, Star PLG, SLG         | Ліон             |
| SCONST, PCONST             | Арль             |
| SMALA, SMALB               | Александрія      |
| SMANI, SMANTI              | Антіохія         |
| SMH, SMHΔ, SMHΓ, SMH, SMHB | Гераклея         |
| SMK, SMKΔ, SMKS, SMKE      | Кизик            |
| SMN, SMNA, SMNB, SMNS      | Нікомедія        |
| SMTS, SMTSE                | Салоніки         |
| TRP, TRP star, PTR, TRS    | Трір             |

| Позначення                     | Місце карбування |
| ------------------------------ | ---------------- |
| CONSIA, CONSΓ, CONSZ           | Константинополь  |
| ALE                            | Александрія      |
| ANT, MANT, ANTX, ANTIX         | Антіохія         |
| CAR, KAR, KART, CT, KARTA      | Карфаген         |
| CAT                            | Катанія          |
| ISAUR                          | Ісаврія          |
| KN                             | Констанца        |
| KVIIP, KY, P                   | Кіпр             |
| KY, KVZ, MKV                   | Кизик            |
| ML                             | Мілан            |
| NC                             | Нікея            |
| NE                             | Неаполь          |
| NI, NIC, NIK, NIKM, NIKA, NICO | Нікомедія        |

| Позначення                | Місце карбування |
| ------------------------- | ---------------- |
| R, ROM, RO                | Рим              |
| RA, RAB, RAS, RAV, RAVENN | Равенна          |
| SCL                       | Сицилія          |
| SEPSUS                    | Ефес             |
| TC, TES, OES              | Салоніки         |
| THEV, THEVP, THEVII       | Теополіс         |
| XEP, ZEPCONOC             | Херсонес         |